# Кантонски панаирен комплекс
Кантонският панаирен комплекс (на китайски: 广交会展馆), известен по-рано като Международен конгресен и изложбен център в Гуанджоу (на китайски: 广州国际会议展览中心) се намира на остров Паджоу в град Гуанджоу (Кантон) в Китайската народна република.
Той е сред най-големите конгресни центрове в света с площ от 1 131 000 м², включва най-голямата изложбена зала в света с площ от 157 935,21 м².

## Участие на България
В няколко поредни години в панаира участва България чрез своята Изпълнителна агенция за насърчаване на малките и средните предприятия и Българо-китайската търговско-промишлена палата.